# Ozarba mallarba
Ozarba mallarba là một loài bướm đêm trong họ Noctuidae.